# Martin Roda Becher
Martin Roda Becher (* 21. Oktober 1944 in New York) ist ein Schweizer Schriftsteller, Drehbuchautor und Literaturkritiker. Er veröffentlichte Romane und Erzählungen, Drehbücher, Hörspiele sowie Theaterstücke und arbeitet für verschiedene Zeitungen, Zeitschriften und Rundfunksender.

## Leben
Martin Roda Becher ist der Sohn des Schriftstellers Ulrich Becher und der Dana Becher, der Tochter des österreichischen Schriftstellers Alexander Roda Roda. Als er vier Jahre alt war, zog die Familie nach Europa. Er wuchs in Wien, München und Berlin auf, bevor die Familie 1955 dauerhaft nach Basel übersiedelte. Er war jüngster Autor deutscher Sprache und veröffentlichte 1953 Gedichte beim NWDR, in der Basler Nationalzeitung und der UNO-Zeitung One World sowie Kurzgeschichten unter anderem in der Frankfurter Allgemeinen Zeitung. 1960 war er Schweizer B-Junioren-Fechtmeister, 1964 Zweiter bei der Juniorenweltmeisterschaft im Degenfechten in Budapest. Von 1965 bis 1968 absolvierte er eine Ausbildung als Schauspieler und Regisseur am Bühnenstudio Zürich, wo er mit Diplom abschloss. Anschließend war er als Regieassistent und Drehbuchautor für Spiel- und Dokumentarfilmproduktionen tätig. Er nahm am Ingeborg-Bachmann-Preis 1980 teil.
Martin Roda Becher lebt als freier Schriftsteller in Basel und gehörte dem Verband Deutscher Schriftsteller in Stuttgart an. Sein Archiv befindet sich im Schweizerischen Literaturarchiv in Bern.

## Werke
- Chronik eines feuchten Abends. Drei Erzählungen. Diogenes, Zürich 1965.
- Flippern. Roman. Diogenes, Zürich 1968.
- Saison für Helden. Roman. Piper, München 1970, ISBN 3-492-01827-0.
- Die rosa Ziege. Roman. Benziger, Zürich 1975; Neufassung: Dielmann, Frankfurt am Main 1997, ISBN 3-929232-27-8.
- Die im Rücken lebendig gewordene Lehne (über phantastische Literatur). Essay. 1978.
- Im Windkanal der Geschichte. Erzählungen. Suhrkamp, Frankfurt am Main 1981, ISBN 3-518-04055-3.
- An den Grenzen des Staunens. Aufsätze zur Phantastik. Suhrkamp, Frankfurt am Main 1983 (= Phantastische Bibliothek. Band 99), ISBN 3-518-37415-X.
- Der rauschende Garten. Zwei Erzählungen. Suhrkamp, Frankfurt am Main 1983 (= edition suhrkamp. Band 1187), ISBN 3-518-11187-6.
- Nachwelt. Phantastische Erzählungen. Suhrkamp, Frankfurt am Main 1984 (= Phantastische Bibliothek. Band 135), ISBN 3-518-37541-5.
- Unruhe unter den Fahrgästen. Aufzeichnungen. Suhrkamp, Frankfurt am Main 1986 (= edition suhrkamp. Band 1352), ISBN 3-518-11352-6.
- als Hrsg.: Geschichten von Atlantis. Luchterhand, Darmstadt 1986, ISBN 3-472-61587-7.
- Abschiedsparcours. Drei Erzählungen. Dielmann, Frankfurt am Main 1998, ISBN 3-929232-75-8.
- Die letzte Flèche. Eine Erzählung vom Fechten. Dielmann, Frankfurt am Main 1999, ISBN 3-929232-47-2.
- Dauergäste. Meine Familiengeschichte. Nagel & Kimche, Zürich 2000, ISBN 3-312-00267-2.

### Hörspiele
- Klopfen. Schweizer Radio DRS, 1975
- Der Mann, der nur aus Haaren besteht. DRS, 1979
- Hänsel und Gretel. DRS, 1980
- Vorher und Nachher. DRS, 1982

### Theaterstücke
- Thrill. Kriminalfarce. Stückemarkt des Berliner Theatertreffens 1991
- Lieber Untot. Komödie
- Spiel mit Scheinen. Komödie
- Santa Lucia. Eine Komödie nach dem Roman „Das Profil“ von Ulrich Becher

### Filme
- Sommersprossen. Drehbuch (zusammen mit Helmut Förnbacher), 1968
- Köpfchen in das Wasser, Schwänzchen in die Höh’. Drehbuch (mit Helmut Förnbacher), 1969
- Beiß mich Liebling!. Drehbuch (mit Helmut Förnbacher), 1970
- Zum Beispiel Hugo. Dokumentar-Spielfilm. Drehbuch und Co-Regie, 1973